# Cercle vicieux (roman)
Antic Hay
Pour les articles homonymes, voir Cercle vicieux (homonymie).
Cercle vicieux (Antic Hay) est un roman comique d'Aldous Huxley, publié en 1923 par Chatto & Windus. L'histoire se déroule à Londres et décrit l'errance intellectuelle de l'élite culturelle anglaise dans les suites immédiates de la Première Guerre mondiale. La rédaction du livre, qui est le deuxième roman de Huxley (après Jaune de Crome), a lieu juste après son installation avec son épouse en Italie où ils vivront de 1923 à 1927. Sa traduction française, réalisée par René Legrand, paraît à Paris en 1947, avec une introduction de Jean Fayard.

## Titre
Le  titre original du roman (Antic Hay) dont la traduction littérale en français pourrait être : « Ronde antique » est tiré de l'ouverture de la pièce Edward  II de Christopher Marlowe (v. 1593), lorsque Piers Gaveston, le favori du roi, cherche à distraire ce dernier des affaires de la cour par la musique et la poésie (acte I, scène 1, lignes 59-60) : « Mes personnages, tels des satyres effleurant les gazons, de leurs pieds fourchus danseront la ronde antique » « My men, like satyrs grazing on the lawns, shall with their goat feet dance the antic hay ». Cette citation a été placée par Huxley en épigraphe sur le frontispice de son roman. Le terme « ronde antique » (mot-à-mot : (meule de) foin antique) fait référence à une danse à la fois bucolique et ludique. Le titre choisi par le traducteur René Legrand pour la version en français, « Cercle vicieux », rappelle le caractère  circulaire de cette danse et insoluble des problèmes de ceux qui y prennent part malgré eux.

## Résumé de l'intrigue

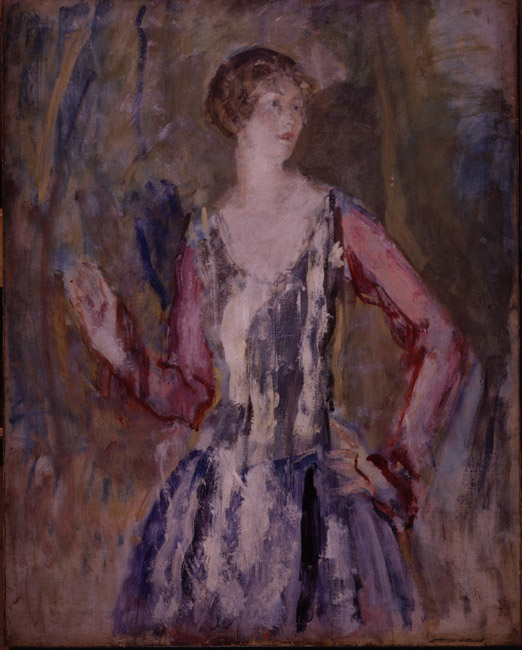
Portrait de Nancy Cunard (vers 1920), par Ambrose McEvoy (1878-1927). Dans Cercle vicieux, un roman à clef, Nancy Cunard a inspiré à Huxley le personnage de Myra Viveash.

L'histoire se déroule dans le Londres de 1922, quatre ans après la fin de la Première Guerre mondiale. Les personnages, confrontés au manque de valeurs et de stabilité provoqué par ce conflit se sentent perdus, mais en même temps en quête de bonheur, alors que tout échappe à leur contrôle d'une manière à la fois ridicule et comique. Le livre retrace les parcours de divers personnages représentatifs des cercles bohèmes, artistiques et intellectuels. Il démontre clairement la capacité de Huxley à transposer dans la fiction les débats intellectuels, et a été qualifié de « roman d'idées » plutôt que de personnages.
On peut, notamment, y suivre l'histoire de Theodore Gumbril et de son invention des « Culottes brevetées Gumbril » (Gumbril's Patent Small-Clothes), des pantalons équipés d'un coussin pneumatique. Dans sa quête d'amour, Gumbril a parfois recours au déguisement de l'« Homme Complet », qui comporte notamment une barbe postiche grâce à laquelle il est capable de surmonter sa timidité et d'approcher avec audace les femmes dans les lieux publics. Cependant, il reste confronté au problème de la manière de révéler sa véritable personnalité aux femmes avec qui il se lie d'amitié.

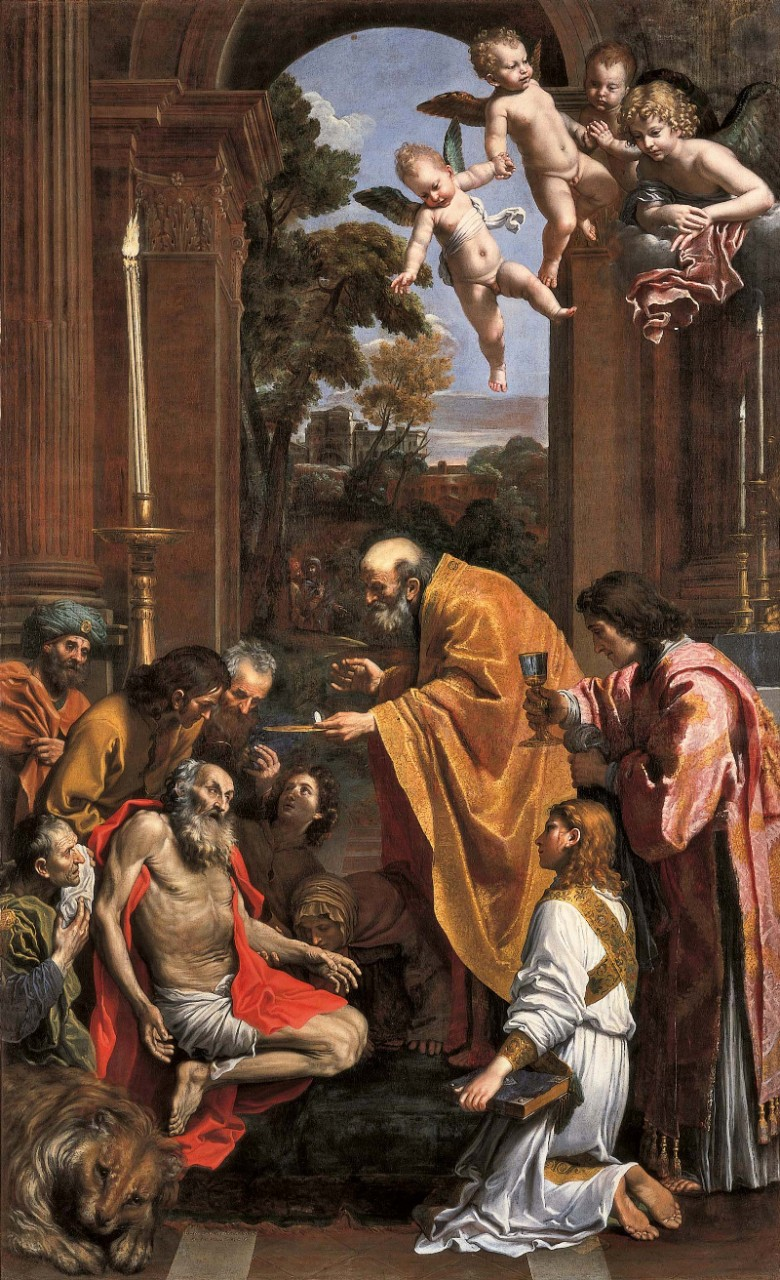
La dernière communion de Saint Jérôme par Le Dominiquin (1581-1641). Ce tableau, le favori du Poussin, donne lieu à de savoureux commentaires de Gumbril sur le point de faire la conquête de Rosie Shearwater.

## Personnages
Comme Contrepoint qui paraîtra cinq ans plus tard, Cercle vicieux est un roman à clef dans lequel Aldous Huxley met en scène des personnes réelles de son entourage de l'époque :
- Theodore Gumbril : l'auteur, Aldous Huxley ;
- Myra Viveash : Nancy Cunard[1].
- Le musicien Coleman : Philip Hesseltine[2],[3] ;
- le biologiste Shearwater : J. B. S. Haldane[4].

## Style
Huxley semble avoir été dans ce roman le premier à utiliser le terme « vomitoire » dans le contexte moderne (et fautif) d'une définition familière qu'il a conservée par la suite, dans cette phrase du chapitre 28 : « on vit entrer à grands pas, comme un Goth dans l'élégant vomitoire de l'arbitre Petrone, un personnage efflanqué et échevelé » (« and there strode in, like a Goth into the elegant marble vomitorium of Petronius Arbiter, a haggard and dishevelled person »).

## Réception et influences
Cercle vicieux recrée une ambiance de lugubre désenchantement et a renforcé la réputation iconoclaste de l'auteur. Le livre a été condamné pour son cynisme et son immoralité en raison de son abord direct des questions de sexe. Il a été interdit un certain temps en Australie et brûlé au Caire.
Les manuscrits du roman font partie de la collection de la bibliothèque de l'université de Houston.
Le roman est brièvement cité par Evelyn Waugh dans Brideshead Revisited (1945) :
« Picture me, my dear, alone and studious. I had just bought a rather forbidding book called Antic Hay, which I knew I must read before going to Garsington on Sunday, because everyone was bound to talk about it, and it's so banal saying you have not read the book of the moment, if you haven't »
« Imaginez-moi, ma chère, solitaire et studieux. Je venais d'acheter un livre plutôt osé intitulé Antic Hay, dont je savais qu'il fallait que je le lise avant d'aller dimanche à Garsington, parce que tout le monde était obligé d'en parler, et qu'il est tellement banal de dire que vous n'avez pas lu le livre du moment, si c'est effectivement le cas. »
Antic Hay est également mentionné par l'écrivain voyageur anglais Patrick Leigh Fermor comme l'un des rares livres qu'il a emportés dans son voyage à pied de 1933-1934 à travers la Roumanie vers Constantinople et qu'il dit avoir « lu et relu ».

## Traductions
- En italien Passo di Danza (Pas de Danse) (trad. Luciano Foà , Milano , Dall'Oglio , 1946)
- En français : Cercle vicieux (trad. René Legrand, 1947)
- En allemand : Narrenreigen (La Ronde des fous) (trad. Herbert Schlüter (de), Piper Verlag (en), Munich, 1983)

## Source
- (en) Cet article est partiellement ou en totalité issu de l’article de Wikipédia en anglais intitulé « Antic Hay » (voir la liste des auteurs).